# Ligne de Karjaa à Hanko
La ligne de Karjaa à Hanko (finnois : Karjaa-Hanko-rata), dite aussi ligne d'Hanko (finnois : Hangon rata), est une ligne de chemin de fer, à voie unique, du réseau de chemin de fer finlandais qui relie les villes de Karjaa et Hanko.

## Exploitation
Le trafic de la ligne se compose principalement de trains de marchandises d'Hanko et de trains de banlieue financés par le ministère des Transports et des Communications.
La voie la plus méridionale de la ligne d'Hanko, dont l'emplacement a varié avec l'extension du port, est le point le plus méridional du réseau ferroviaire finlandais depuis sa construction.
Il y a sept services quotidiens de passagers de Hanko à Karjaa en semaine et six les fins de semaine, qui circulent toutes les 2-3 heures. 
Les services de bus ferroviaire sont complétés par cinq services de bus quotidiens. 
Les trains s'arrêtent à Hanko, Hanko-Pohjoinen, Santala, Lappohja, Skogby, Tammisaari, Dragsvik et Karjaa.